# RMS Tayleur
Az első Titanic-ként emlegetett RMS Tayleur a White Star Line hajózási társaság által bérelt klipper volt. Gyors volt és technikailag újszerű. A hajó az első útján elsüllyedt.

## Története
A hajót a liverpooli William Rennie tervezte, és Charles Tayleur warringtoni vasöntödéjében (Vulcan Engineering Works) készítették el, akiről később a nevét kapta. A tulajdonos cég a Charles Moore & Company of Mooresfort lattin, Co Tipperary volt, de tőlük bérbe vette a frissen alapított White Star Line, ami azelőtt csak két másik klippert üzemeltetett. A hajó építése alig hat hónapig tartott, 1853-ban bocsátották vízre a Mersey-n, ahonnan később lehajózott az óceánra. A hajótest hossza 230 láb (70 m), szélessége 40 láb (12 m) volt, 1750 tonna üres tömegű, és egyszerre 4000 tonna hasznos terhet volt képes fölvenni. Három fedélzete volt.
Az üzemeltető az ausztrál aranylázat kihasználva arra akarta alkalmazni a hajót, hogy Ausztrália és Nagy-Britannia között közlekedve aranykeresőket szállítson. Emellett – mint a neve is jelezte – királyi postahajó volt.

### A katasztrófa
A Tayleur 1854. január 19-én hagyta el Liverpoolt, az ausztráliai Melbourne felé. Ez volt az első útja. Fedélzetén összesen 652 utas, plusz a legénység tartózkodott, a kapitány a 29 éves John Noble volt. A későbbi vizsgálatból kiderült, hogy a 71 fős személyzetből csak 37 fő volt képzett tengerész, és közülük tíz nem beszélt angolul sem. Ezeket az embereket csak azért vették fel a hajóra, mert így ingyen eljuthattak Ausztráliába.
A vas hajótest miatt a korabeli iránytű nem működött rendesen, emiatt a legénység úgy hitte, hogy az Ír-tengeren dél felé haladnak, de valójában nyugatra, az ír partok felé tartottak. 1854. január 21-én, két nappal az indulás után a Tayleur viharba került, közvetlenül a Lambay-sziget mellett. A kormánylapát túl kicsi volt a hajó méretéhez képest, így a klipper képtelen volt kikerülni a szigetet. A kötélzet is hibás volt: a kötelek nem voltak megfelelően kifeszítve, ami lehetetlenné tette a vitorlák mozgatását. A vihar egyre erősödött, emiatt több tonna víz ömlött a hajótérbe, mert a vasszerkezet nem bírta a nyomást. A kapitány meg akarta állítani a Tayleur-t, és mindkét horgonyt ledobatta, de hiába: a hullámok a sziget szikláihoz csapták a hajót, ami azonnal süllyedni kezdett.
A legénység azonnal megkezdte a mentőcsónakok leeresztését, de miután az első a sziklákhoz csapódott és összetört, a továbbiak leengedését nem tartották biztonságosnak. Mivel a hajó nagyon közel volt a Lambay-sziget partjaihoz, a legénység néhány tagja ledöntötte a klipper középső árbócát, aminek a csúcsa így elérte a sziklás part végét. Néhány ember így átfutott a szigetre, majd köteleket dobtak a süllyedő Tayleur felé, hogy az utasokat abba kapaszkodva áthúzzák. Noble kapitány az utolsó pillanatig a fedélzeten maradt, majd a vízbe ugorva egy utas mentette ki. A hajó nem sokkal ezután elsüllyedt, csak az árbócok látszottak ki a sekély víz alól.  Egy, a partra jutott férfi értesítette a sziget parti őrségét, akik egy másik vitorlással siettek a katasztrófa helyszínére, de addigra a klipper már elmerült. Ők találták meg az utolsó túlélőt, aki az egyik árbócba kapaszkodva 14 órát várt a segítségre.
A korabeli sajtó a legénységet, és főképp a kapitányt hibáztatta a balesetért, de a hivatalos vizsgálat végül felmentette őt, és a tulajdonos céget nevezte meg felelősként, hanyagsággal vádolva őket, amiért nem megfelelő iránytűvel látták el a hajót. A brit Kereskedelmi Tanács viszont mégis a kapitányt hibáztatta, mert nem adott hangjelzéseket, ami viharos időben bevett szokás volt.
A 652 utasból 100 biztosan nő volt, de csak 3 maradt életben, valószínűleg a korabeli ruhák miatt. A túlélést a viharon túl nehezítette az a tény, hogy a sziklás part 80 méterrel a víz fölött húzódott, és ezen gyakorlatilag lehetetlen volt felmászni. A túlélők száma így 280, a halálos áldozatoké 443.
Portrane-ben 1999-ben emlékművet állítottak a balesetben elhunytak emlékére.

„Dublinből azon szomorú távirati sürgöny érkezett, miszerint „Tayleur“ hajó, mely Liverpoolból Mel-bourneba futott ki, tegnapelőtt délben Lombay szigete mellett, a dublini öblön kívül, erős szélvész következtében elmerült, 630 kivándorló közöl 429 a hullámokban találta sirját; 210-en, ezek közt a kapitány, ki csak akkor hagyá el helyét, midőn a jármű sülyedni kezdett, a partra menekült.”

– Pesti Napló, 1854. január 29.

### A hajóroncs

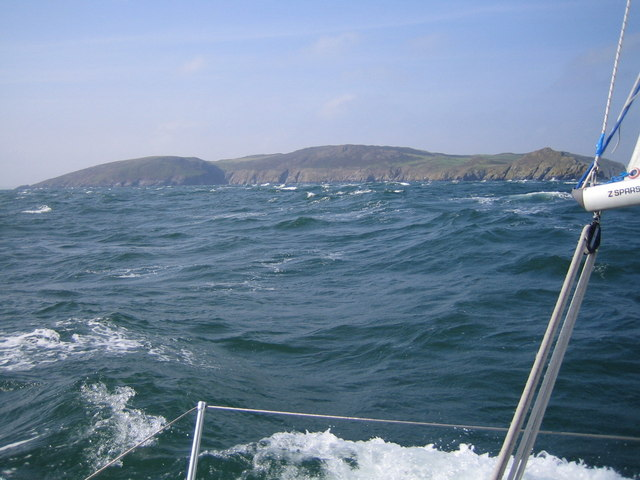
A baleset helyszíne 2006-ban

A klipper maradványait 1959-ben találták meg ír búvárok. A roncs 17 méter mélyen fekszik a Lambay-sziget partjaitól nagyjából 30 méterre egy kis öbölben, ami ma a hajó nevét viseli. Több mint 160 év után csupán néhány vas- és fadarab maradt a hajóból, azonban a rakomány egy része, például porcelánedények, épségben maradtak, és sikerült felszínre hozni őket.

## Külső hivatkozások
- Tayleur was lost at Lambay (Maritime Institute of Ireland)
- Book Review, Iron Clipper Tayleur
- The Tayleur Memorial, Portrane
- Shipwrecks of the UK – The Australia Run Archiválva 2014. augusztus 18-i dátummal a Wayback Machine-ben